# San Lorenzo da Brindisi
San Lorenzo da Brindisi är en dekonsekrerad kyrkobyggnad i Rom, helgad åt den helige Laurentius av Brindisi, kapucinmunk och kyrkolärare. Kyrkan är belägen i hörnet av Via Sicilia och Via Puglie i Rione Ludovisi.

## Historia
Kapucinorden uppdrog åt arkitekten Giovanni Battista Milani att rita en kyrka vid Via Sicilia i nordöstra Rom och den första stenen lades den 13 mars 1910; kyrkan konsekrerades den 28 januari 1912. Det oratorium, även det helgat åt den helige Laurentius av Brindisi, vilket hade uppförts år 1896, revs i samband med detta.
År 1954 flyttades ordens moderhus till Via Piemonte och år 1968 flyttade ordens internationella seminarium till lokaler vid Via della Pisana i västra Rom. I samband med sistnämnda tilldragelse såldes kyrkan och det intilliggande byggnadskomplexet till en byggfirma, vilken i sin tur sålde byggnaderna till bankkoncernen Istituto di Credito delle Casse di Risparmio Italiane (ICCRI), numera (år 2019) ICCRI – Banca Federale Europea S.p.a. Kyrkan är numera ombyggd till konferenscenter.
Kyrkan uppfördes i nyromansk stil, men det enda som återstår av originalarkitekturen är tegelfasaden med dess arkitektoniska detaljer i marmor. Ovanför kyrkans ingångsportal finns en lynett med en mosaik som framställer Kristus flankerad av de heliga Franciskus och Dominicus; mosaiken är ett verk av Galileo Chini. Ovanför portalbyggnaden sitter ett tredelat fönster med en lynett med den heliga Eukaristin och två påfåglar; påfågeln är en symbol för uppståndelsen och det eviga livet. Ovanför denna lynett har arkitekten infogat ett rosettfönster. Fasaden kröns av en arkad under taklinjen; arkaden bärs upp av kolonnetter, vilka vilar på kragstenar.
Den enskeppiga interiören hade en högaltarmålning av Giorgio Szoldatics, vilken avbildade hur Jungfru Maria och Jesusbarnet uppenbarar sig för den helige Laurentius av Brindisi. Interiören hade tio sidoaltaren, fem på var sida, vilka utfördes av ebenisten Fedro Guerrieris företag. Dessa tio altaren var invigda åt den helige Josef, Franciskus, Bonaventura, Bernardinus av Siena, Felix av Cantalice, Fidelis av Sigmaringen, Ärkeängeln Mikael, Josef av Leonessa, den Obefläckade Avlelsen och det Heliga Hjärtat.